# Anton Chromych
Anton Heorhijowycz Chromych, ukr. Антон Георгійович Хромих (ur. 23 maja 1982 roku w Ługańsku) – ukraiński piłkarz, grający na pozycji pomocnika.

## Kariera piłkarska

### Kariera klubowa
Wychowanek klubu Krystał Ołeksandrija, barwy którego bronił w juniorskich mistrzostwach Ukrainy (DJuFL). W 2000 podpisał rozpoczął karierę piłkarską w Arsenału Charków. Od 2001 do 2003 występował w białoruskiej drużynie Dniapro-Transmasz Mohylew. Na początku 2004 został zaproszony do Czornomorca Odessa. Latem 2005 przeszedł do MFK Mikołajów. Potem bronił barw klubów Dnister Owidiopol, Helios Charków i Stal Ałczewsk. W kwietniu 2015 podpisał kontrakt z białoruskim Naftanem Nowopołock. 10 sierpnia 2015 został piłkarzem klubu Reał Farma Odessa. 10 lipca 2017 zasilił skład Żemczużyny Odessa.

## Sukcesy i odznaczenia

### Sukcesy klubowe
Stal Ałczewsk
- wicemistrz Ukraińskiej Pierwszej Ligi: 2012/13
- brązowy medalista Ukraińskiej Pierwszej Ligi: 2014/15